# アストロデザイン
アストロデザイン株式会社（あすとろでざいん、英: ASTRODESIGN,Inc.）は、日本の計測機器、放送機器・通信機器などの映像機器メーカー。
プログラマブル信号発生器をはじめ、デジタル放送用の多重化装置、波形モニタ、4K解像度・8K映像処理装置などを製造、販売している。

## 概略
- 1977年 - 鈴木茂昭が東京都大田区田園調布で創立。
- 1979年 - プログラマブル信号発生器を開発。
- 1986年 - 本社を神奈川県川崎市中原区に移転。
- 1995年 - 世界初のHDTV用デジタルクロマキー装置を開発。
- 2002年 - 東京都目黒区に本社移転。
- 2007年 - 東京都大田区南雪谷に本社移転。
- 2012年 - アメリカ現地法人「ASTRODESIGN,Inc.」( シリコンバレー)を設立。
- 2016年 - 8K映像制作設備として「8K Suite」を本社内にオープン。
- 2017年 - 世界初DLP 8Kプロジェクターの画像処理ボードを開発し、Digital Projection社（デルタ電子関連企業）へ供給同プロジェクターの取り扱いを開始。
- 2018年 - レーザー走査顕微鏡製品を発表、8K映像試写設備として「8Kシアター」を本社内にオープン。
- 2018年7月～8月 - 国立研究開発法人JAMSTECの海底広域研究船『かいめい』による深海環境調査に協力し、深海曳航調査システム「ディープ・トウ」に実装された深海仕様の8Kカメラによる水深1500mの海底での撮影に成功[2]。
- 2022年 - 計測機器のテスト施設として「TEST Lab」を本社内にオープン、京都オフィス・TEST Lab開設[3]。